# Berkaer Straße 9 (Weimar)

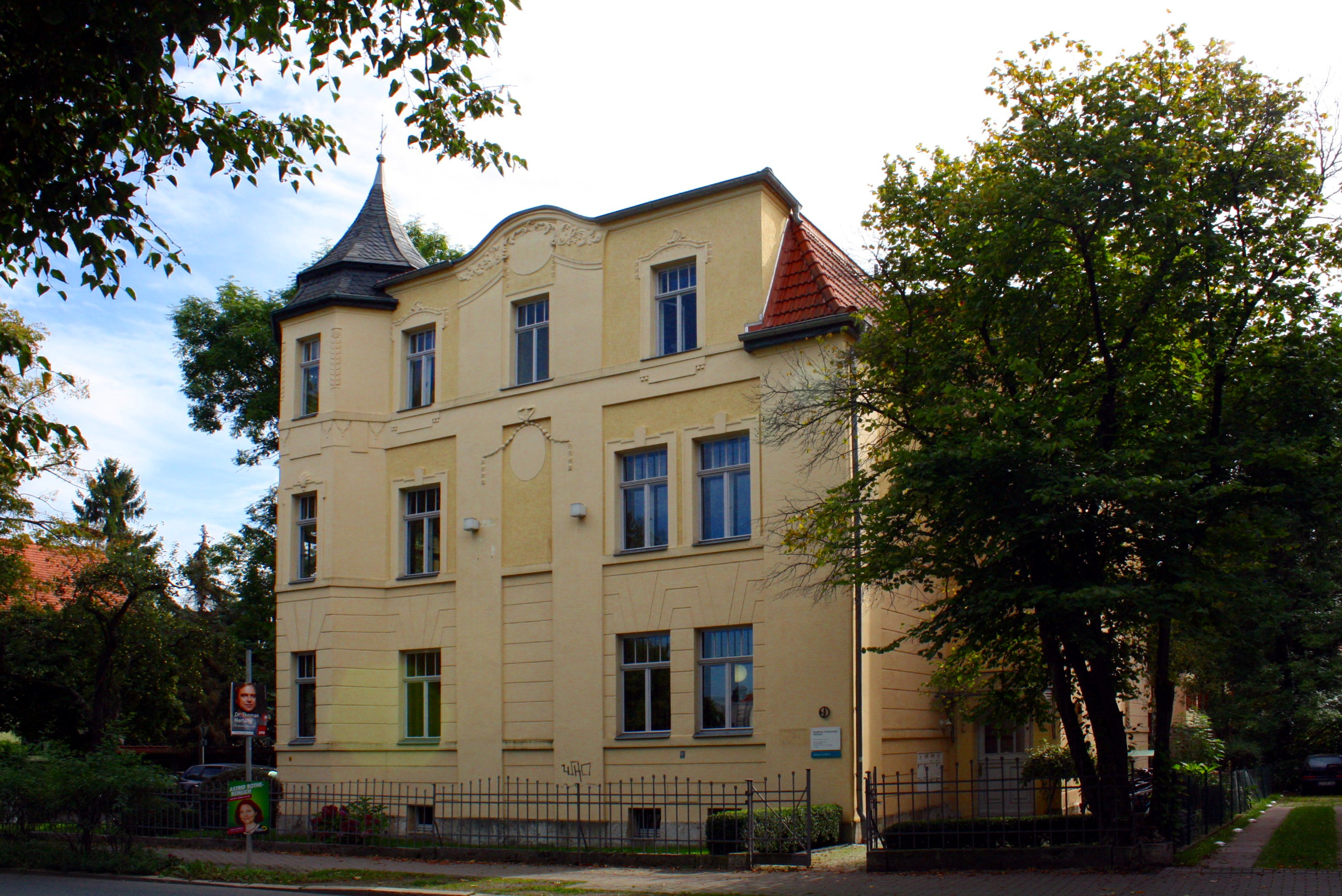
Berkaer Straße 9

Das Haus Berkaer Straße 9 ist ein denkmalgeschütztes Mietshaus in Weimar.

## Geschichte
Das Mietetagenhaus ließ 1903/04 der Rentier und Gutsbesitzer Adolf Schreiber nach Plänen von Gustav Müller errichten. Im Jahr 1911 wurde die Veranda an der Südseite durch einen Aufbau erhöht. Das Gebäude setzt einen städtebaulichen Akzent an der Mündung zur Haeckelstraße. Dem entspricht an seiner Nordostecke der oktogonale Aufsatz mit schiefergedeckter Schweifhaube. Der Dachgeschossausbau an der Berkaer Straße lässt das Gebäude dreigeschossig erscheinen, obwohl es nur zweigeschossig ist. Die Fassaden werden durch die abwechselnde Bebänderung im Parterre und Rauputz im Obergeschoss sowie durch Lisenen gegliedert. Die Dekoration ist barockisierend. Der zurückhaltend verwendete Wandschmuck besteht aus Bukranien und Girlanden. Der Einfluss des Reformstils ist zu erkennen eben am weitgehenden Verzicht auf reichen Ornamentschmuck. Der Vorgarten ist durch einen Metallgitterzaun eingefasst. Die Ausstattung aus der Bauzeit ist erhalten geblieben.